# برگوفکا
برگوفکا (انگلیسی: Beregovka) یک شهرک در شهرستان ملئوزوفسکی استان باشقیرستان کشور روسیه است.